# Скорницкая, Мария Викторовна
Мария Викторовна Скорницкая (урожденная Шекунова; род. 8 февраля 1981 года, Пермь, РСФСР, СССР) — российская актриса

 театра, кино и телевидения. Известна по роли Машки в сериале "Реальные пацаны"

## Биография
Мария Шекунова родилась 8 февраля 1981 года в Перми.
Окончила в 2005 году Пермский государственный институт искусства и культуры по специальности «Актерское искусство».
Некоторое время работала актрисой в Пермском театре юного зрителя.

## Личная жизнь
В 2008 году Мария Шекунова вышла замуж за актера Дмитрия Скорницкого и взяла его фамилию.

## Фильмография
- Жёлтый глаз тигра — Нина Королева, сестра Марии
- Человек из будущего — Гуля
- Реальные пацаны — Машка
- Военный фитнес — Ася
- Бедные люди — проститутка
- Левиафан — работница прокуратуры
- Реальные пацаны против зомби — Машка
- Бедные смеются, богатые плачут — Карина (15 серия)
- Короче, план такой — Валя